# Langues au Canada
Des centaines de langues sont parlées au Canada et sont déclarées comme langue parlée à la maison ou comme langue maternelle.
Les deux langues officielles du Canada sont l'anglais et le français. Le 7 juillet 1969, après l'adoption de la loi sur les langues officielles, la langue française a été rendue proportionnée à l'anglais dans tout le gouvernement fédéral. Ce processus a mené à un Canada se redéfinissant comme un pays bilingue et multiculturel. Selon le recensement de la population de 2021, les anglophones et francophones de langue maternelle représentent respectivement 58,4 % et 20,9 % de la population. La troisième langue maternelle la plus parlée au Canada est le pendjabi avec 2,1 % de la population totale.

## Langues officielles
Selon le recensement de la population de 2021, la langue maternelle la plus répandue est l'anglais suivi du français,.
Au total, 31 843 335 personnes savent parler anglais et 10 669 575 personnes savent parler français dans le pays, tandis que 893 795 personnes savent parler espagnol.

## Recensement de 2011
| Province/Territoire       | Population totale | Anglais    | %      | Français  | %      | Autres langues | %      | Langue(s)                                     |
| ------------------------- | ----------------- | ---------- | ------ | --------- | ------ | -------------- | ------ | --------------------------------------------- |
| Ontario                   | 12 722 065        | 8 677 040  | 68,2 % | 493 300   | 3,9 %  | 3 264 435      | 25,7 % | Anglais de facto                              |
| Québec                    | 7 815 955         | 599 230    | 7,7 %  | 6 102 210 | 78,1 % | 961 700        | 12,3 % | Français                                      |
| Colombie-Britannique      | 4 356 210         | 3 062 430  | 70,3 % | 57 280    | 1,3 %  | 1 154 220      | 26,5 % | Anglais de facto                              |
| Alberta                   | 3 610 180         | 2 780 200  | 77,0 % | 68 545    | 1,9 %  | 698930         | 19,4 % | Anglais                                       |
| Manitoba                  | 1 193 095         | 869 990    | 72,9 % | 42 090    | 3,5 %  | 256 500        | 21,5 % | Anglais                                       |
| Saskatchewan              | 1 018 310         | 860 500    | 84,5 % | 16 280    | 1,6 %  | 129 035        | 12,7 % | Anglais                                       |
| Nouvelle-Écosse           | 910 615           | 836 090    | 91,8 % | 31 110    | 3,4 %  | 37 090         | 4,1 %  | Anglais de facto                              |
| Nouveau-Brunswick         | 739 900           | 479 935    | 64,9 % | 233 530   | 31,6 % | 18 395         | 2,5 %  | Anglais, français                             |
| Terre-Neuve-et-Labrador   | 509 950           | 497 565    | 97,6 % | 2 480     | 0,5 %  | 8 790          | 1,7 %  | Anglais de facto                              |
| Île-du-Prince-Édouard     | 138 435           | 127 635    | 92,2 % | 5 195     | 3,8 %  | 4 860          | 3,5 %  | Anglais de facto                              |
| Territoires du Nord-Ouest | 41 035            | 31 375     | 76,5 % | 1 080     | 2,6 %  | 8 045          | 19,6 % | Anglais, français, Autres langues autochtones |
| Yukon                     | 33 655            | 28 065     | 83,4 % | 1 455     | 4,3 %  | 3 625          | 10,8 % | Anglais, français                             |
| Nunavut                   | 31 765            | 8 925      | 28,1 % | 435       | 1,4 %  | 22 070         | 69,5 % | Anglais, français, inuit                      |
| Canada                    | 33 121 175        | 18 858 980 | 56,9 % | 7 054 975 | 23,8 % | 6 567 685      | 19,8 % | Anglais, français                             |

En 1991, étant donné l'assimilation linguistique des francophones hors Québec, plus d'un million de Canadiens déclarant l'anglais comme langue maternelle étaient d'origine française (Recensement de 1991).

## Politique linguistique au niveau des provinces et des territoires

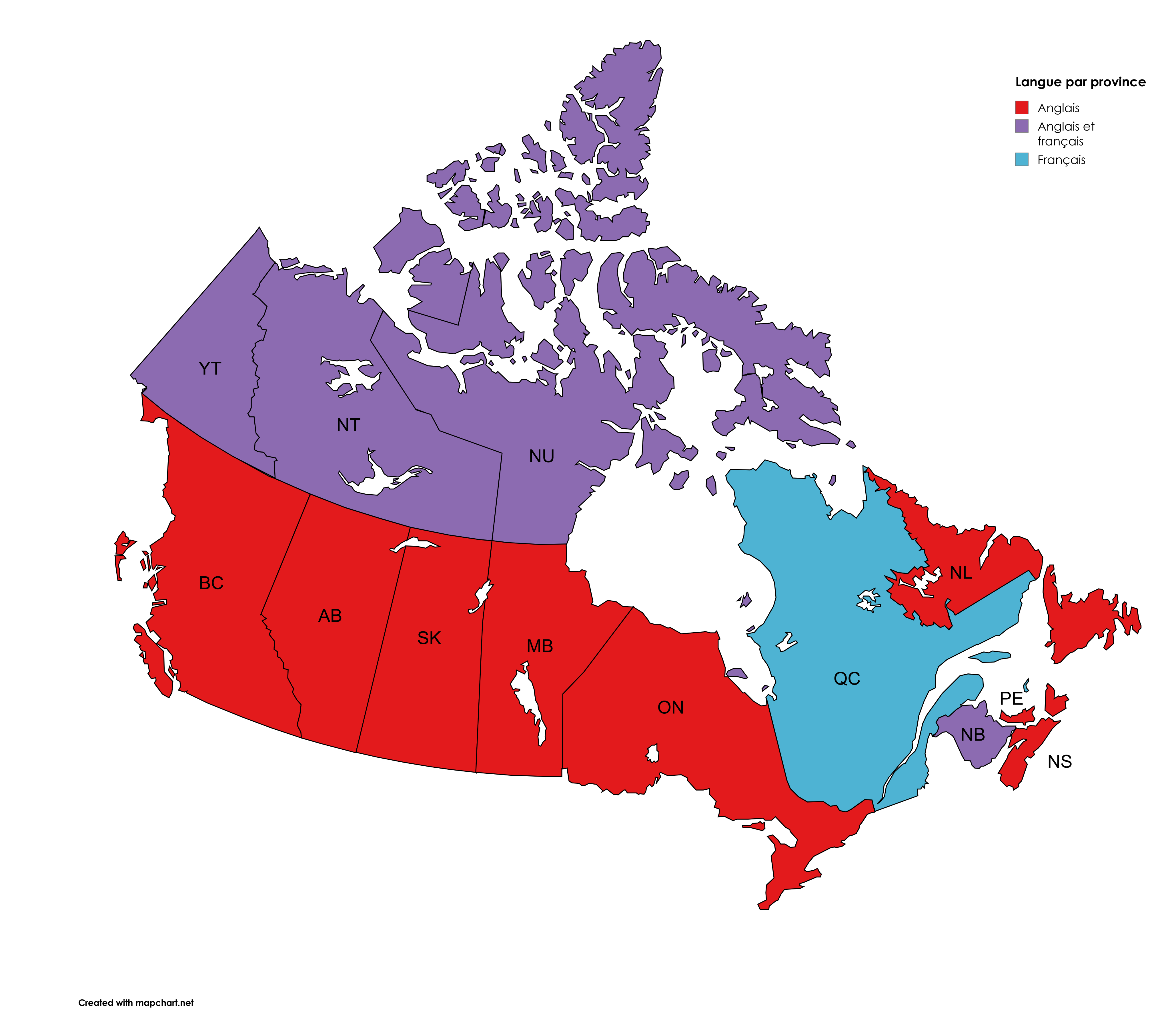
Langue officielle par province canadienne (rouge : anglais ; bleu : français ; mauve : bilingue).

Plusieurs provinces et territoires du Canada ont une ou plusieurs langues officielles. Les trois territoires du Canada (Territoires du Nord-Ouest, Yukon et Nunavut) relèvent du gouvernement fédéral, ce qui assure que les deux langues officielles, l'anglais et le français, y soient reconnues. De plus, plusieurs langues autochtones sont également reconnues comme officielles aux Territoires du Nord-Ouest et au Nunavut.
Le Québec est officiellement monolingue en français.
Le Nouveau-Brunswick est officiellement bilingue français-anglais.
Les autres provinces sont de facto monolingues anglophones, mais des services pour les minorités francophones existent.

### Territoires du Nord-Ouest
Depuis 1988, les Territoires du Nord-Ouest reconnaissent onze langues officielles, :
- le chipewyan (dëne sųłiné) ;
- le tlicho (tłı̨chǫ, également nommé flanc-de-chien ou dogrib) ;
- le gwich’in ;
- deux variétés d'esclave :
  - l'esclave du Nord ;
  - l'esclave du Sud ;
- trois langues inuites :
  - l'inuvialuktun ;
  - l'inuinnaqtun ;
  - l'inuktitut ;
- le cri ;
- l'anglais ;
- le français.

Le français devient langue officielle en 1877 par le gouvernement, mais l'assemblée des Territoires a annulé cette décision en 1892, ne conservant que l'anglais comme langue officielle. Dans les années 1980, le gouvernement fédéral a fait pression sur celui du territoire afin de réintroduire le français comme langue officielle. À la suite des protestations des membres autochtones de l'assemblée, plusieurs autres langues autochtones ont également été officialisées.
Les résidents des Territoires du Nord-Ouest peuvent utiliser n'importe laquelle des langues officielles dans une cour de justice territoriale, ainsi que dans les débats de l'assemblée. Cependant, seules les versions anglaises et françaises des lois ont valeur légale, et le gouvernement ne publie de documents officiels dans l'une des autres langues que lorsque l'assemblée le demande expressément. Qui plus est, l'accès aux services dans une langue est limité aux institutions et aux circonstances où il existe une véritable demande et où cette attente est raisonnable. De façon pratique, l'anglais est universellement employé dans ces services et, à part dans le domaine judiciaire, il n'y a aucune garantie qu'une autre langue (y compris le français) soit utilisée.

### Nunavut
Les langues officielles du Nunavut sont l'inuktitut, l'inuinnaqtun, l'anglais et le français. Plus précisément, la loi sur les langues officielles dispose : « La langue inuite, le français et l’anglais sont les langues officielles du Nunavut. » La langue inuite est prise comme étant l'inuktitut ou l'inuinnaqtun selon la communauté en question.

### Nouvelle-Écosse
Le 7 avril 2022, une loi est proposée par le gouvernement de la Nouvelle-Écosse pour faire du micmac la « première langue » de la province. La loi est votée et entre en vigueur le 1er octobre 2022,,.

### Ontario
Le nombre de francophones en Ontario ne cesse d'augmenter en nombre absolu, mais continue malgré tout de diminuer (tout comme l'anglais) proportionnellement à la population totale de la province. Cependant, en 2009, l'arrivée d'immigrants internationaux francophones fait augmenter considérablement le nombre de francophones en Ontario, ce qui fait augmenter sensiblement le nombre de francophones en pourcentage total de la population pour la première fois depuis les années 1960.
- 1996[14] : 441 675  (4,10 %)
- 2001[15] : 485 630  (4,25 %)
- 2006[16] : 488 815  (4,06 %)
- 2009[17] : 580 000  (4,50 %)

Les anglophones quant à eux n'ont cessé de chuter en population relative.
- 1996 : 7 825 770  (72,77 %)
- 2001 : 7 965 225  (69,80 %)
- 2006 : 8 230 705  (68,42 %)
- 2009 : 8 400 000  (64,62 %)

### Nouveau-Brunswick
Depuis les années 1960, les villes se francisent, par exemple la ville d'Edmundston, qui est passée de 89 % de francophones en 1996 à 93,4 % en 2006, la ville de Moncton (de 30,4 % en 1996 à 33 % en 2006), la ville de Tracadie-Sheila (de 94 % en 1996 à 96 % en 2006), Dalhousie (de 42,5 % à 49,5 %) et Dieppe (de 71,1 % en 1996 à 74,2 % en 2006). Certaines villes sont devenues majoritairement francophones, comme Bathurst, qui est passée de 44,6 % de francophones en 1996 à 50,5 % en 2006, ou alors Campbellton, qui est passée de 47 % en 1996 à 55 % en 2006,,.
Le nombre de francophones augmente de 12,4 % au Nouveau-Brunswick entre 1961 et 2001.
On remarque aussi que la connaissance du français augmente énormément dans les régions à majorité anglophone comme dans la région de Westmorland, qui passe de 44 % à 55 %. Mais la région ayant subi la plus forte francisation est le comté d'Albert, en 1951 seulement 1 % de la population connaissaient le français, alors qu’en 2001 cette proportion est de 23 %.

## Langues autochtones
Selon le recensement de la population de 2021, 188 900 personnes ont une langue autochtone comme langue maternelle, soit 0,5 % de la population totale.
Tous dialectes confondus, la langue autochtone la plus répandue est le cri, avec 68 155 locuteurs. On inclut aussi parfois les langues innu-aimun (9 490 locuteurs), naskapi (710 locuteurs) et atikamekw (6 180 locuteurs) dans l'ensemble cri-montagnais-naskapi, ce qui fait un total de 84 535 locuteurs.
Pris séparément, la langue crie la plus parlée, en tant que langue maternelle, est le cri des plaines avec 6 870 locuteurs.

### Statut et officialité
Le Canada ne reconnaît pas de langue autochtone comme officielle au niveau fédéral. Cependant, plusieurs langues autochtones jouissent d'un statut de langue officielle au niveau territorial ou provincial.

## Sources
- Statistique Canada, « Langues maternelles selon la géographie, Recensement de 2021 », sur statcan.gc.ca, 17 août 2022 (consulté le 22 septembre 2022). .
- Statistique Canada, « Profil du recensement, Recensement de la population de 2021 Tableau de profil », sur statcan.gc.ca, 17 août 2022 (consulté le 22 septembre 2022). .
- David Joseph Gallant, « Langues autochtones au Canada » dans L'Encyclopédie canadienne, Historica Canada, 1985–. Publié le 13 août 2008.  (consulté le 27 septembre 2022).